# Hecheng, Foshan
Hecheng (kinesiska: 荷城) är ett stadsdelsdistrikt (jiedao) i sydöstra Kina. Det ligger i stadsdistriktet Gaoming i staden Foshan i provinsen Guangdong, omkring 47 kilometer sydväst om provinshuvudstaden Guangzhou. Antalet invånare är 278 454. Befolkningen består av 127 589 kvinnor och 150 865 män. Barn under 15 år utgör 14,0 %, vuxna 15-64 år 80 %, och äldre över 65 år 5,0 %.